# Jubileo de la Misericordia
El Jubileo de la misericordia, también llamado coloquialmente Año de la Misericordia, fue un jubileo que se celebró durante el Año Santo Extraordinario que comenzó el 8 de diciembre de 2015 y concluyó el 20 de noviembre de 2016, para celebrar el quincuagésimo aniversario de la clausura del Concilio Vaticano II, profundizar en su implantación y situar en un lugar central la Divina Misericordia, con el fortalecimiento de la confesión.

## Preparaciones
El papa Francisco anunció el viernes 13 de marzo de 2015 en la Basílica de San Pedro, durante la Jornada penitencial, la celebración de un jubileo de la Misericordia, un año santo extraordinario. La preparación del jubileo estuvo a cargo del Pontificio Consejo para la Promoción de la Nueva Evangelización.

Queridos hermanos y hermanas he pensado a menudo en cómo la Iglesia puede poner más en evidencia su misión de ser testimonio de la misericordia. Es un camino que se inicia con una conversión espiritual.
Por esto he decidido convocar un Jubileo extraordinario que coloque en el centro la misericordia de Dios. Será un año santo de la Misericordia, lo queremos vivir a la luz de la palabra del Señor: 'Seamos misericordiosos como el Padre'. (...) Estoy convencido de que toda la Iglesia podrá encontrar en este Jubileo la alegría de redescubrir y hacer fecunda la misericordia de Dios, con la cual todos somos llamados a dar consuelo a cada hombre y cada mujer de nuestro tiempo. Lo confiamos a partir de ahora a la Madre de la Misericordia para que dirija a nosotros su mirada y vele en nuestro camino”.
Francisco

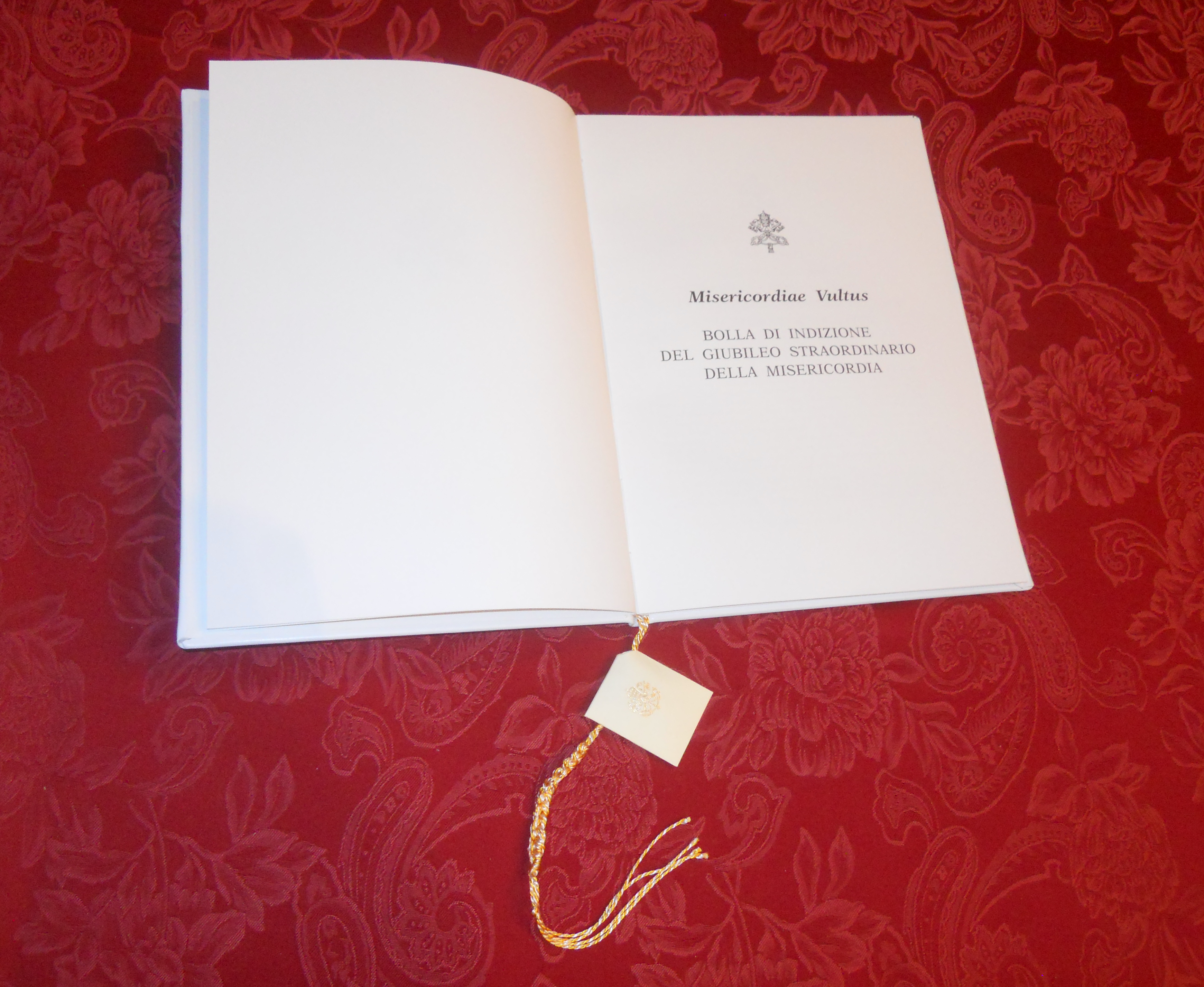
Copia de la bula Misericordiae Vultus publicada el 11 de abril de 2015, en la que se convocó el Jubileo de la Misericordia.

La bula por la que se convocó el año jubilar, la Misericordiae Vultus, fue publicada el 11 de abril de 2015. En esta se confirmaron las fechas y se añadió que el siguiente domingo a la apertura del año de la misericordia se abriría la Puerta Santa de la Archibasílica de San Juan de Letrán, catedral de Roma, siguiéndole a esta la apertura de las restantes puertas santas de las cuatro basílicas mayores de Roma, además, de establecer que en cada catedral durante este año se abra una puerta similar de la misericordia.

### Logo e himno
El logo fue diseñado por el sacerdote jesuita Marko Ivan Rupnik representando un compendio teológico de la misericordia. En el aparece Cristo cargando sobre sus hombros al hombre extraviado, fundiendo ambos sus ojos, imagen recuperada de la Iglesia antigua, en la que Cristo mira con los ojos del hombre y el hombre con los de Cristo. La escena se encuentra en una mandorla que representa las dos naturalezas de Cristo, la divina y la humana. En el interior se encuentran tres óvalos concéntricos, siendo más oscuro el interior y más claro el exterior, lo que representa el movimiento por el cual Cristo saca al hombre de la oscuridad del pecado y la muerte. En el exterior aparece el lema «Misericordiosos como el Padre», extraído del evangelio de Lucas.
El 5 de agosto de 2015 se publicó en Youtube el himno oficial del año de la misericordia escrito por el sacerdote jesuita Eugenio Costa y compuesto por el católico Paul Inwood, con versos de los evangelios, corintios y salmos. La grabación se realizó en la capilla musical pontificia y hace referencia en su texto a la Santísima Trinidad invocando continuadamente la sabiduría de Dios Padre, haciendo una alabanza a Dios Hijo e invocando los siete dones del Espíritu Santo. La versión en español, fue publicada en el mes de noviembre, en Chile, interpretado por el Coro del Arzobispado de Santiago.

## Celebraciones

### Inauguración

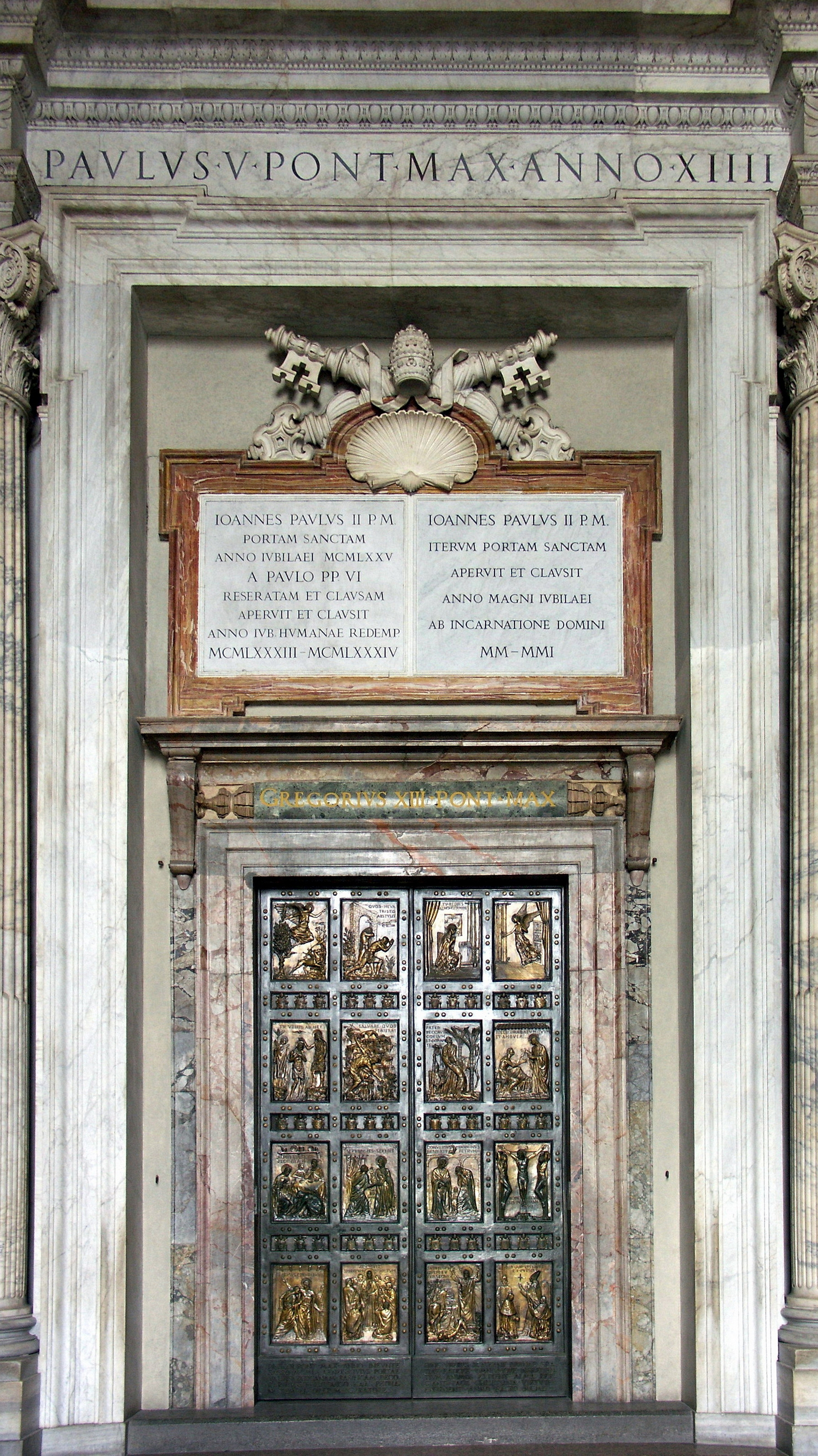
Puerta Santa de San Pedro.

Este jubileo comenzó con la apertura de la Puerta Santa en la Basílica de San Pedro durante la Solemnidad de la Inmaculada Concepción el 8 de diciembre de 2015 y en todo el mundo se abrieron puertas santas en catedrales y basílicas.
Sin embargo la de San Pedro no fue la primera Puerta Santa, que Francisco abrió con motivo del año de la misericordia, ya que en su viaje apostólico a la República Centroafricana, el día 29 de noviembre, 9 días antes del comienzo oficial, abrió la Puerta Santa de la Catedral de Nuestra Señora en la capital Bangui. Fue la primera Puerta Santa abierta por un Papa, fuera de Roma.
Posteriormente, el 13 de diciembre, el Papa abriría la Puerta Santa de San Juan de Letrán; el 18 de diciembre la Puerta Santa de la Caridad en un centro de acogida en Termini.  El 1 de enero, Solemnidad de Santa María, Madre de Dios, Francisco abrió la Puerta Santa de la Basílica de Santa María la Mayor y el 25 de enero la de la Basílica de San Pablo Extramuros.

### Acontecimientos
El 18 de diciembre de 2015, se anunció la canonización de la Madre Teresa de Calcuta, quien fue modelo de misericordia. La canonización tuvo lugar el 4 de septiembre de 2016.
Entre el día 3 y 11 de febrero por el año de la misericordia, se encontraron en Roma, los restos de San Pío de Pietrelcina y San Leopoldo Mandic, dos santos capuchinos. El día 9 de febrero el Papa Francisco presidió una misa en la plaza de San Pedro con sacerdotes capuchinos de todo el mundo, al día siguiente (Miércoles de Ceniza) envía a dichos sacerdote como Misioneros de la misericordia. Los restos de San Pío de Pietrelcina fueron trasladados el día 11 a Pietrelcina, su lugar de nacimiento, permaneciendo en dicho lugar hasta el día 14, conmemorando 100 años de su partida de aquella ciudad (el 17 de febrero de 1916), donde vivió durante 29 años.
El día 12 de febrero el Papa Francisco, parte a un viaje apostólico a México, con una breve escala en el Aeropuerto Internacional José Marti, se reunió con el Patriarca de Moscú Cirilo I, donde luego de una reunión de tres horas, firmaron una declaración conjunta de 30 puntos.
El 30 de julio fue la Jornada Mundial de la Juventud en Cracovia.
El 19 de noviembre se celebró un consistorio en el que el Papa creó 17 nuevos cardenales.

### Clausura
Concluyó el 20 de noviembre de 2016, Solemnidad de Cristo Rey, con el cierre de la Puerta Santa de la Basílica de San Pedro. Previamente, el día 13 de noviembre, se cerró todas las Puertas Santas excepto la de San Pedro. Junto con esto el Papa presenta la carta apostólica Misericordia et misera, firmada el día 20 de noviembre y publicada el día 21 de noviembre.